# Jacek Gdański

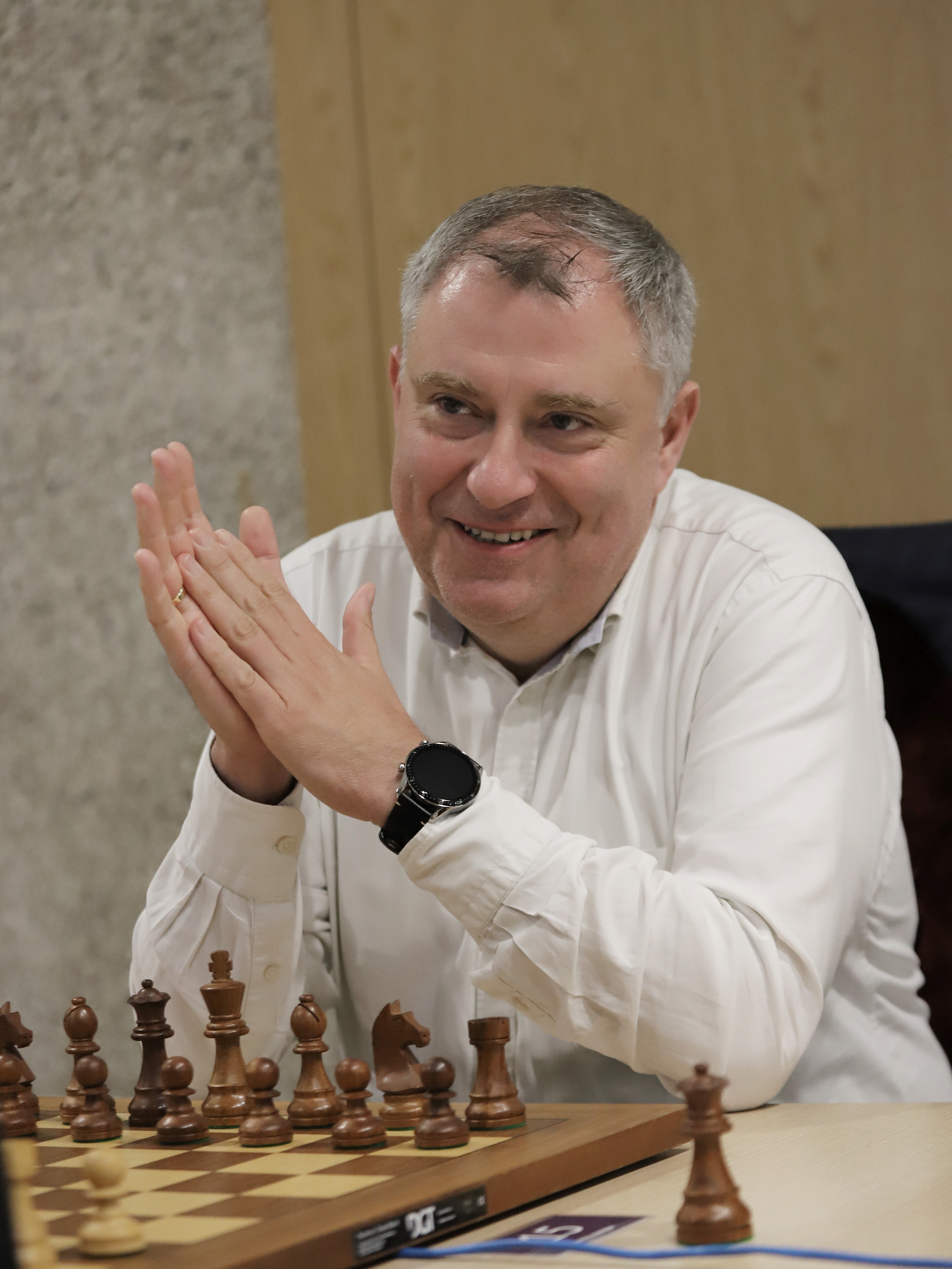
Jacek Gdański, Bydgoszcz 2021

Jacek Gdański (Szczecinek, 30 november 1970) is een Pools schaker. Hij is sinds 1997 een grootmeester (GM).

## Schaakcarrière
In de tweede helft van de jaren 80 stond Jacek Gdański aan de top bij de Poolse junioren. In 1986 won hij het Poolse schaakkampioenschap voor junioren tot 20 jaar. In het Europees schaakkampioenschap voor junioren won hij in 1986 de bronzen medaille. In 1989 won Jacek Gdański de zilveren medaille in het Wereldkampioenschap schaken voor junioren.
Vele malen speelde  hij in de finale van het Poolse schaakkampioenschap. In 1992 won hij de gouden medaille, in 1997 (derde in the playoff) en in 2010 de bronzen medaille. Twee keer won hij het Poolse snelschaak-kampioenschap (1995, 2000) en twee keer het Poolse blitzschaak-kampioenschap (1998, 2000).  In de Poolse kampioenschappen voor schaakteams won Jacek Gdański acht medailles: negen gouden (1996, 2000, 2001, 2002, 2003, 2004, 2007, 2008, 2010), zeven zilveren (1990, 1992, 1993, 1997, 2009, 2011, 2012) en een bronzen (1995).
In 1988 werd hij Internationaal Meester (IM) en in 1997 grootmeester (GM). 
Hij eindigde (soms gedeeld) als eerste in internationale toernooien: in Krakau (1993, 1994), in Helsinki en in Rio de Janeiro (1999). In 2001 kwalificeerde hij zich voor het FIDE Wereldkampioenschap schaken in 2002. Dit was een knockout-toernooi in Moskou, waarbij hij in de eerste ronde verloor van Vadim Zvjaginsev.
Jacek Gdański speelde voor Polen in Schaakolympiades:
- in 1990, aan het tweede reservebord in de 29e Schaakolympiade in Novi Sad (+5 =4 –1)
- in 1992, aan bord 3 in de 30e Schaakolympiade in Manilla (+3 =6 –2)
- in 1994, aan bord 3 in de 31e Schaakolympiade in Moskou (+5 =4 –2)

Jacek Gdański speelde voor Polen en voor "Poolse Goldies" (2013) in het Europees kampioenschap voor landenteams:
- in 1989, aan het eerste reservebord in het 9e EU kampioenschap landenteams in Haifa (+3 =5 –0)
- in 1992, aan bord 3 in het 10e EU kampioenschap landenteams in Debrecen (+3 =0 –5)
- in 2013, aan bord 4 in het 19e EU kampioenschap landenteams in Warschau (+2 =3 –4)

## Persoonlijk leven
Jacek Gdański combineerde met succes schaken op hoog niveau met het volgen van studies aan de Universiteit van Gdańsk en aan de Poolse National School of Public Administration. In 2004-2009 was hij lid van het Poolse National Health Fund. Sinds 2009 is hij werkzaam bij het Poolse Ministerie van Financiën. 